# Margny (Marne)
Pour les articles homonymes, voir Margny.
Margny est une commune française, située dans le département de la Marne en région Grand Est.

## Géographie

### Localisation
Margny se trouve au sud-ouest du département de la Marne, en région Grand Est. La commune appartient à la région agricole de la Brie champenoise.
La commune de Margny s'étend sur une superficie de 1 053 hectares. Sur son territoire, l'altitude varie de 185 à 231 mètres. Le relief est moins élevé à l'ouest de la commune, le long de la Verdonnelle. La commune compte deux espaces boisés principaux : le bois de la Main Ferme au sud-est et le Bois de Montifaux au nord-ouest, à la sortie du village.
Par la route, Margny se situe à 62 km de Châlons-en-Champagne, préfecture, à 30 km d'Épernay, sous-préfecture, et à 21 km de Dormans, bureau centralisateur du canton de Dormans-Paysages de Champagne dont dépend Margny depuis 2015. La commune fait en outre partie du bassin de vie de Montmirail, commune distante de 11 km par la route.
Margny est limitrophe de 6 communes :
| Verdon    | La Ville-sous-Orbais | Orbais-l'Abbaye         |
| Corrobert | Margny               | La Chapelle-sous-Orbais |
|           | Janvilliers          |                         |

### Hydrographie
La commune est dans la région hydrographique « la Seine de sa source au confluent de l'Oise (exclu) » au sein du bassin Seine-Normandie. Elle est drainée par la Verdonnelle, le Fossé 01 des Sirolliers, le Fossé 01 du Bois de Montifaux, le Fossé 01 du Bois Gasco et le Fossé 08 des Grands Prés,.
La Verdonnelle, d'une longueur de 26 km, prend sa source dans la commune de Champaubert et se jette dans la Dhuis à Montigny-lès-Condé, après avoir traversé neuf communes. 
Un plan d'eau complète le réseau hydrographique : l'étang des Molinots (1,1 ha),.

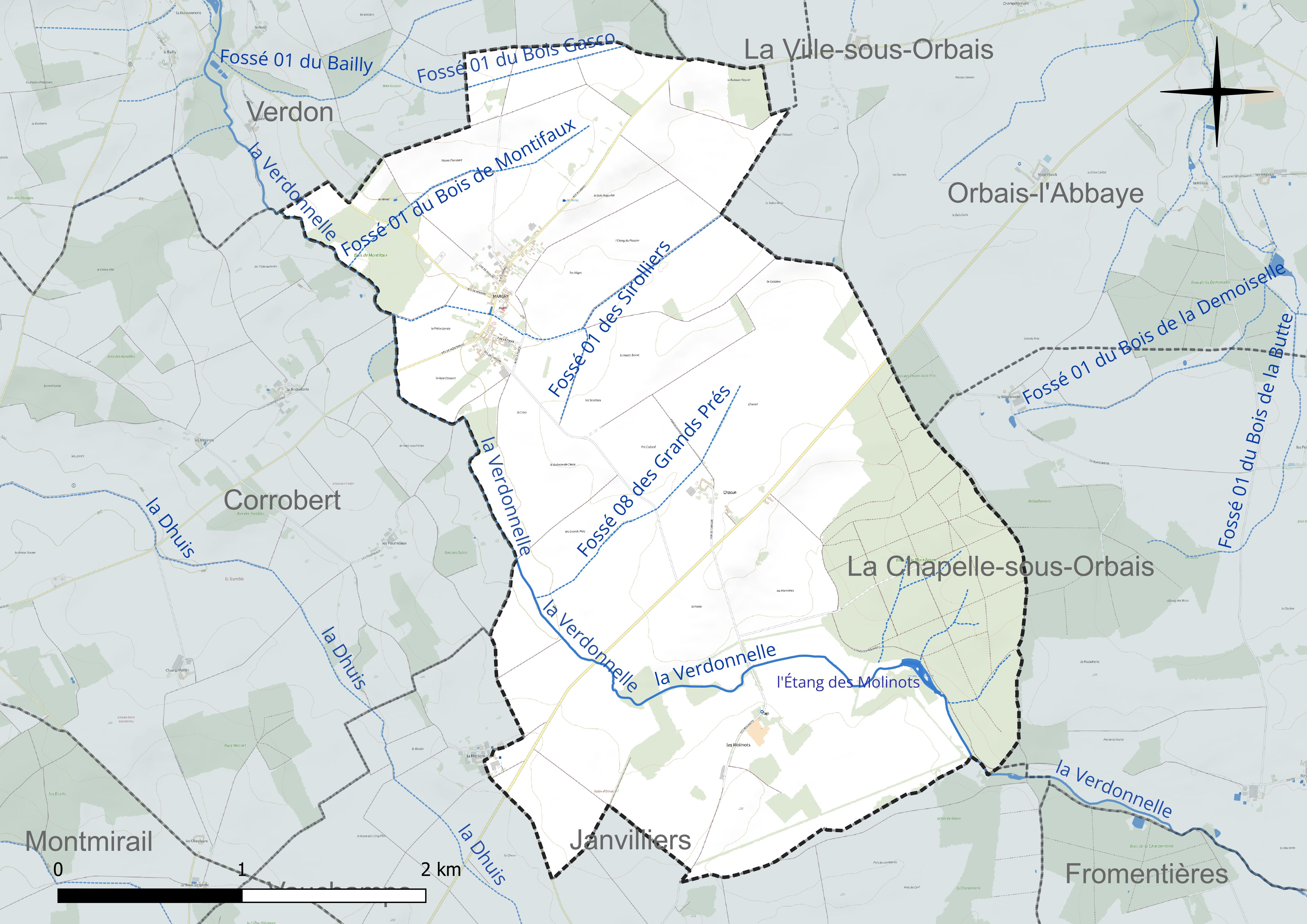
Réseau hydrographique de Margny.

### Climat
Pour des articles plus généraux, voir Climat du Grand Est et Climat de la Marne.
En 2010, le climat de la commune est de type climat océanique dégradé des plaines du Centre et du Nord, selon une étude du Centre national de la recherche scientifique s'appuyant sur une série de données couvrant la période 1971-2000. En 2020, Météo-France publie une typologie des climats de la France métropolitaine dans laquelle la commune est exposée à un climat océanique altéré et est dans la région climatique  Nord-est du bassin Parisien, caractérisée par un ensoleillement médiocre, une pluviométrie moyenne régulièrement répartie au cours de l’année et un hiver froid (3 °C). 
Pour la période 1971-2000, la température annuelle moyenne est de 10 °C, avec une amplitude thermique annuelle de 15,6 °C. Le cumul annuel moyen de précipitations est de 789 mm, avec 12,5 jours de précipitations en janvier et 8,3 jours en juillet. Pour la période 1991-2020, la température moyenne annuelle observée sur la station météorologique de Météo-France la plus proche, « Blesmes », sur la commune de Blesmes à 18 km à vol d'oiseau, est de 10,6 °C et le cumul annuel moyen de précipitations est de 713,0 mm. 
La température maximale relevée sur cette station est de 40,3 °C, atteinte le 25 juillet 2019 ; la température minimale est de −15,3 °C, atteinte le 12 janvier 1987,,. 
Les paramètres climatiques de la commune ont été estimés pour le milieu du siècle (2041-2070) selon différents scénarios d'émission de gaz à effet de serre à partir des nouvelles projections climatiques de référence DRIAS-2020. Ils sont consultables sur un site dédié publié par Météo-France en novembre 2022.

### Milieux naturels et biodiversité
L'Inventaire national du patrimoine naturel (INPN) recense 237 espèces sur le territoire de la commune, dont 29 espèces protégées et 13 espèces menacées.
Margny ne compte aucune zone naturelle d'intérêt écologique, faunistique et floristique (ZNIEFF) ou autre espace naturel protégé sur son territoire.

## Urbanisme

### Typologie
Au 1er janvier 2024, Margny est catégorisée commune rurale à habitat dispersé, selon la nouvelle grille communale de densité à sept niveaux définie par l'Insee en 2022.
Elle est située hors unité urbaine. Par ailleurs la commune fait partie de l'aire d'attraction de Montmirail, dont elle est une commune de la couronne,. Cette aire, qui regroupe 19 communes, est catégorisée dans les aires de moins de 50 000 habitants,.

### Occupation des sols
L'occupation des sols de la commune, telle qu'elle ressort de la base de données européenne d’occupation biophysique des sols Corine Land Cover (CLC), est marquée par l'importance des territoires agricoles (81,8 % en 2018), une proportion identique à celle de 1990 (81,8 %). La répartition détaillée en 2018 est la suivante : terres arables (76,2 %), forêts (15,8 %), zones agricoles hétérogènes (3,5 %), zones urbanisées (2,4 %) et prairies (2,1 %).
L'évolution de l’occupation des sols de la commune et de ses infrastructures peut être observée sur les différentes représentations cartographiques du territoire : la carte de Cassini (XVIIIe siècle), la carte d'état-major (1820-1866) et les cartes ou photos aériennes de l'IGN pour la période actuelle (1950 à aujourd'hui).

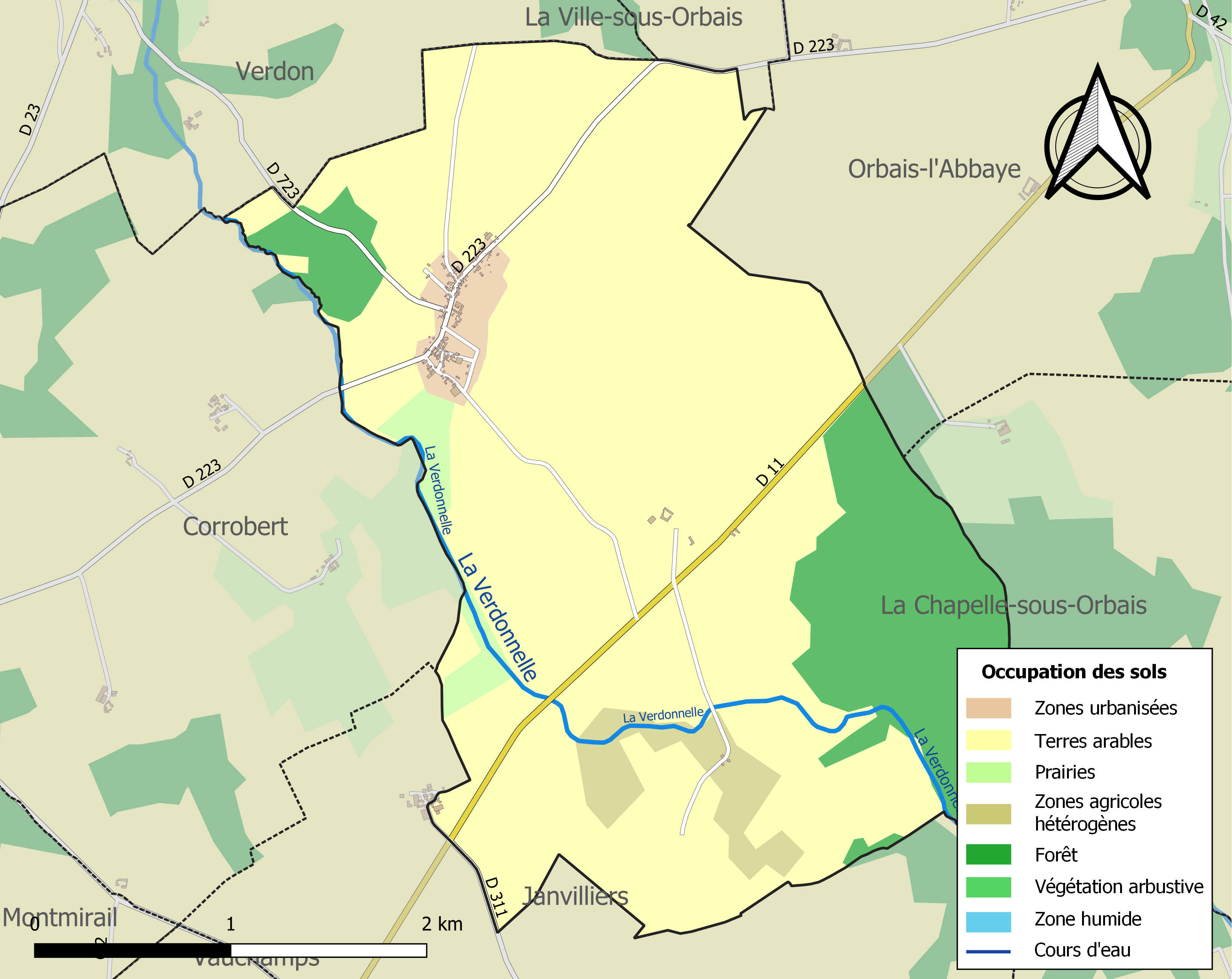
Carte des infrastructures et de l'occupation des sols de la commune en 2018 (CLC).

### Hameaux et écarts
Outre le village de Margny, au nord-ouest, la commune compte trois hameaux : Chacun au centre, les Molinots au sud et la Marlière (principalement situé à Janvilliers) au sud-ouest.

### Habitat et logement
En 2021, Margny compte 70 logements. Ces logements sont à 99 % des maisons ; la commune ne comptant qu'un seul appartement. En raison de la prévalence des maisons, les résidences principales de Margny disposent en moyenne de 4,6 pièces.
Le tableau ci-dessous présente une comparaison de quelques indicateurs chiffrés du logement pour Margny, la communauté de communes de la Brie champenoise (CCBC), le département de la Marne et la France entière :
|                                                            | Margny | CCBC  | Marne   | France     |
| ---------------------------------------------------------- | ------ | ----- | ------- | ---------- |
| Ensemble des logements                                     | 70     | 4 109 | 300 919 | 37 155 918 |
| Part des résidences principales (en %)                     | 73,5   | 80,9  | 87,5    | 82,2       |
| Part des résidences secondaires (en %)                     | 23,7   | 9,3   | 3,4     | 9,7        |
| Part des logements vacants (en %)                          | 2,8    | 9,8   | 9,1     | 8,1        |
| Part des propriétaires de leur résidence principale (en %) | 82,0   | 69,2  | 52,2    | 57,5       |

À Margny, 73,5 % des logements sont en 2021 des résidences principales, 23,7  % des résidences secondaires et 2,8 % des logements vacants. Par ailleurs, 82,0 % des ménages sont propriétaires de leur résidence principale. Margny se démarque ainsi par un nombre supérieur à la moyenne de résidences secondaires et de ménages propriétaires de leur résidence principale.
Parmi les 51 résidences principales construites avant 2019, 62 % avaient été construites avant 1919, 12 % entre 1919 et 1945, 6 % entre 1946 et 1970, 10 % entre 1971 et 1990, 2 % entre 1991 et 2005 et 8 % depuis 2006.
Le tableau ci-dessous présente l'évolution du nombre de logements sur le territoire de la commune, par catégorie, depuis 1968 :
|                        | 1968 | 1975 | 1982 | 1990 | 1999 | 2010 | 2015 | 2021 |
| ---------------------- | ---- | ---- | ---- | ---- | ---- | ---- | ---- | ---- |
| Résidences principales | 38   | 37   | 33   | 42   | 43   | 41   | 49   | 51   |
| Résidences secondaires | 5    | 9    | 22   | 15   | 18   | 16   | 15   | 17   |
| Logements vacants      | 4    | 5    | 10   | 6    | 4    | 10   | 3    | 2    |
| Total                  | 47   | 51   | 65   | 63   | 65   | 67   | 68   | 70   |

## Toponymie
Le nom de la localité est attesté sous les formes Mareigni, Maregni (1214) ; Marregny (1215) ; Marignis supra Orbascum (vers 1252) ; Margny en Brie (1720) ; Margny ou Margely (1805).

## Histoire
Jusqu’à la Révolution française, le village était aussi appelé Margny-en-Brie.

## Politique et administration

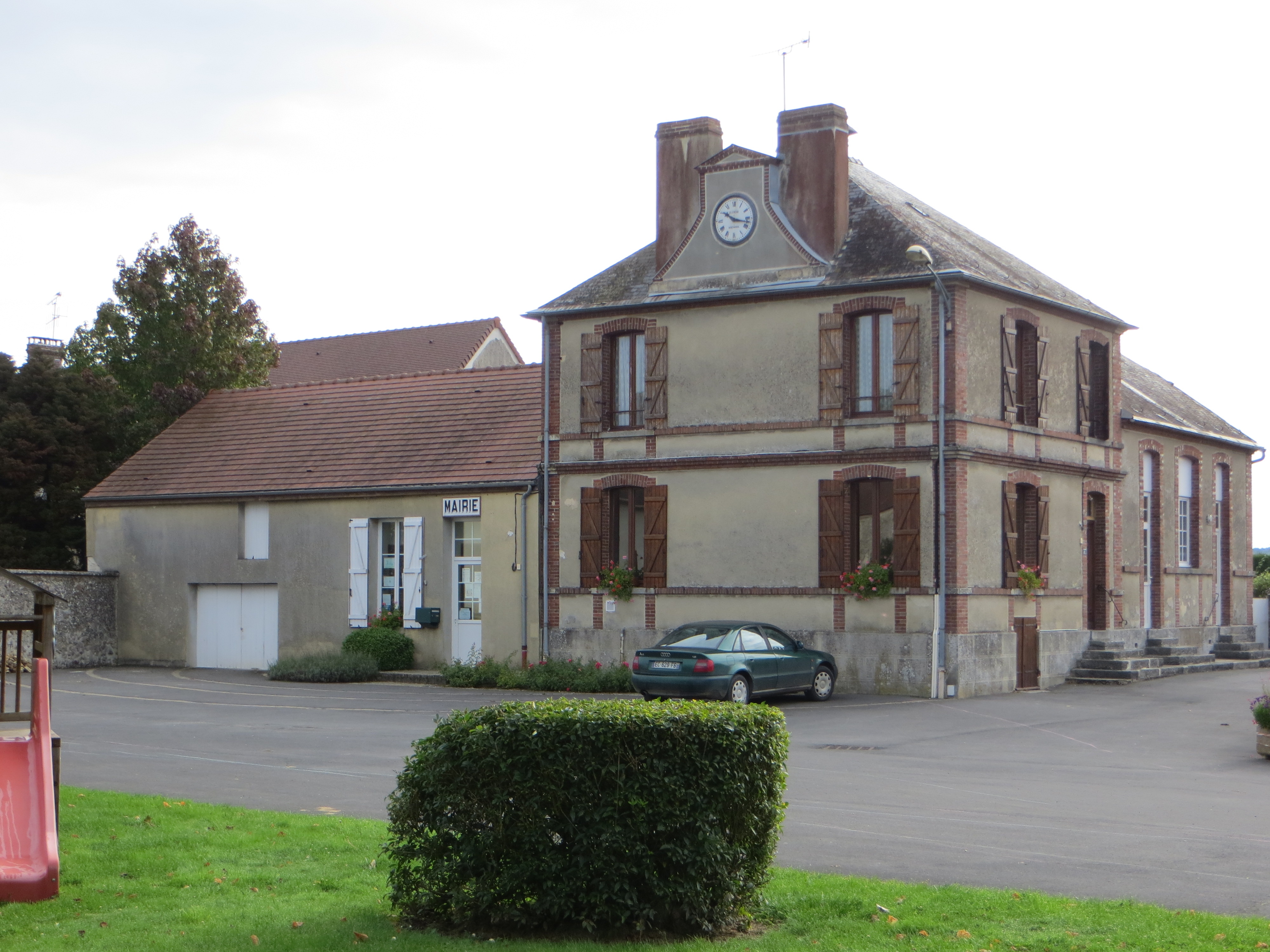
La mairie.

| Période                                  | Période                      | Identité        | Étiquette | Qualité |
| ---------------------------------------- | ---------------------------- | --------------- | --------- | ------- |
| Les données manquantes sont à compléter. |                              |                 |           |         |
| avant 1988                               | ?                            | René Véry       | DVD       |         |
| 2004                                     | 2014                         | Gilles Beaufays |           |         |
| 2014                                     | En cours (au 4 juillet 2014) | Claudia Cousin  |           |         |

## Équipements et services publics

### Eau et déchets

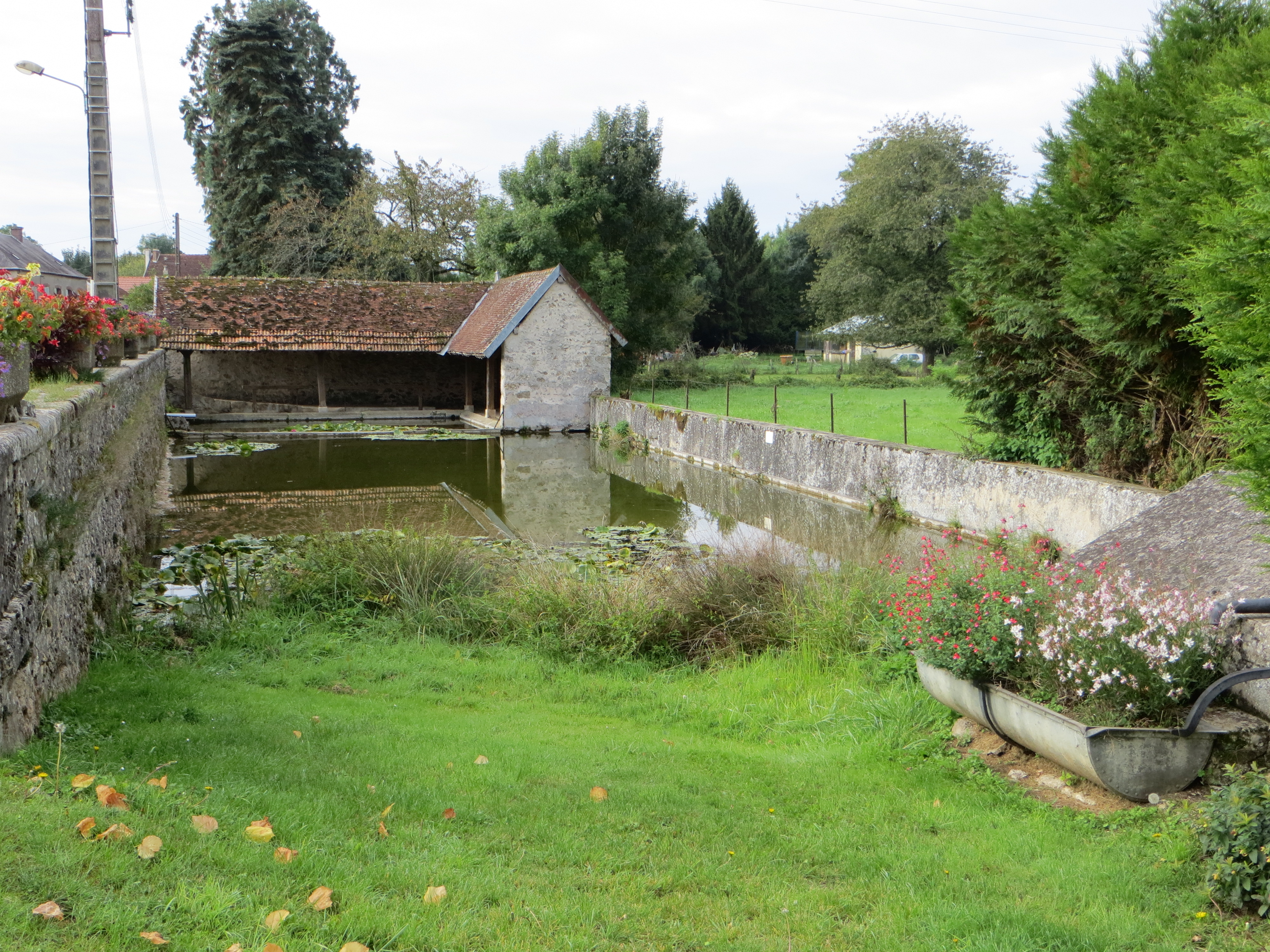
Le lavoir.

L'approvisionnement en eau potable et l'assainissement des eaux usées sont des compétences de la communauté de communes de la Brie champenoise. Margny est alimentée en eau potable par les captages du Thoult-Trosnay. La production et la distribution d'eau potable font l'objet d'une délégation de service public confiée à Suez jusqu'en 2028. L'assainissement y est non collectif.
La communauté de communes est également compétente en matière de déchets. La collecte des ordures ménagères résiduelles (en bac) et des déchets recyclables (en sacs translucides jaunes) est réalisée en porte à porte. La communauté de commune adhérant au syndicat de valorisation des ordures ménagères de la Marne (SYVALOM), ces déchets sont amenés au centre de transfert départemental de Sézanne puis valorisés sur le site de La Veuve. La communauté de communes propose des composteurs individuels à tarif réduit pour les biodéchets. La collecte du verre et des textiles se fait en apport volontaire. Pour les autres déchets, l'unique déchèterie de la communauté de communes est située à Montmirail, dans le hameau de Maclaunay. La collecte des déchets et la gestion de la déchèterie sont confiées à des entreprises privées par marchés publics.

### Enseignement
Margny fait partie de l'académie de Reims.
Les jeunes Margny sont rattachés au collège de la Brie champenoise à Montmirail et au lycée La Fontaine du Vé de Sézanne.

### Postes et télécommunications
Une boîte aux lettres de La Poste se trouve sur le territoire de la commune, place René Very. Le bureau de poste le plus proche est l'agence communale d'Orbais-l'Abbaye, située à environ 5 km de Margny. La commune partage toutefois son code postal (51210) avec le bureau de poste de Montmirail à 10 km.

### Justice, sécurité et secours
Du point de vue judiciaire, Margny relève du conseil de prud'hommes d'Épernay, du tribunal de commerce de Reims, du tribunal judiciaire, du tribunal paritaire des baux ruraux et du tribunal pour enfants de Châlons-en-Champagne, dans le ressort de la cour d'appel de Reims. Pour le contentieux administratif, la commune dépend du tribunal administratif de Châlons-en-Champagne et de la cour administrative d'appel de Nancy.
Margny est située en secteur Gendarmerie nationale et dépend de la brigade d'Étoges.
En matière d'incendie et de secours, les centres d'incendie et de secours les plus proches sont ceux de Montmort et Montmirail, rattachés au Service départemental d'incendie et de secours (SDIS) de la Marne.

## Population et société

### Démographie
L'évolution du nombre d'habitants est connue à travers les recensements de la population effectués dans la commune depuis 1793. Pour les communes de moins de 10 000 habitants, une enquête de recensement portant sur toute la population est réalisée tous les cinq ans, les populations de référence des années intermédiaires étant quant à elles estimées par interpolation ou extrapolation. Pour la commune, le premier recensement exhaustif entrant dans le cadre du nouveau dispositif a été réalisé en 2008.

En 2022, la commune comptait 123 habitants, en évolution de +5,13 % par rapport à 2016 (Marne : −1,19 %, France hors Mayotte : +2,11 %).
| 1793 | 1800 | 1806 | 1821 | 1831 | 1836 | 1841 | 1846 | 1851 |
| ---- | ---- | ---- | ---- | ---- | ---- | ---- | ---- | ---- |
| 120  | 144  | 128  | 125  | 142  | 169  | 172  | 184  | 204  |

| 1856 | 1861 | 1866 | 1872 | 1876 | 1881 | 1886 | 1891 | 1896 |
| ---- | ---- | ---- | ---- | ---- | ---- | ---- | ---- | ---- |
| 211  | 216  | 226  | 237  | 250  | 226  | 239  | 233  | 237  |

| 1901 | 1906 | 1911 | 1921 | 1926 | 1931 | 1936 | 1946 | 1954 |
| ---- | ---- | ---- | ---- | ---- | ---- | ---- | ---- | ---- |
| 238  | 228  | 196  | 191  | 182  | 155  | 147  | 140  | 144  |

| 1962 | 1968 | 1975 | 1982 | 1990 | 1999 | 2006 | 2008 | 2013 |
| ---- | ---- | ---- | ---- | ---- | ---- | ---- | ---- | ---- |
| 135  | 133  | 119  | 90   | 88   | 118  | 110  | 108  | 118  |

| 2018 | 2022 | - | - | - | - | - | - | - |
| ---- | ---- | - | - | - | - | - | - | - |
| 125  | 123  | - | - | - | - | - | - | - |

### Cultes
Pour le culte catholique, Margny dépend de la paroisse Saint-Vincent-de-Paul - Montmirail, au sein du diocèse de Châlons-en-Champagne.

### Médias
La presse écrite régionale comprend le quotidien L'Union, le bi-hebdomadaire Le Pays briard et l'hebdomadaire L'Hebdo du vendredi.
Parmi les stations de radio locales, il est possible de citer Ici Champagne-Ardenne et Champagne FM.

## Culture locale et patrimoine

### Lieux et monuments

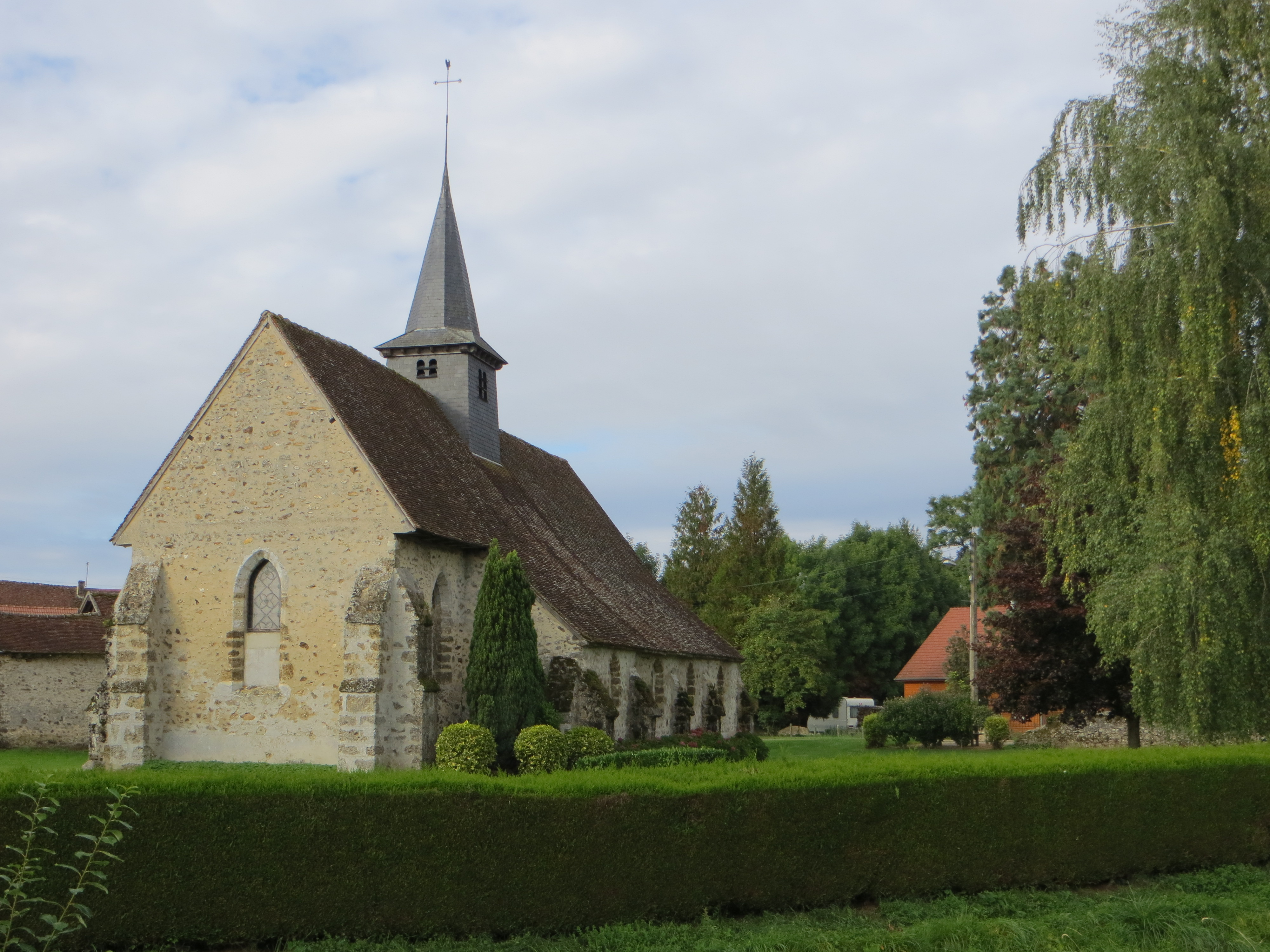
L'église Saint-Sulpice.

- L'église Saint-Sulpice du XIIIe siècle est bâtie en pierre du pays.